# Вернар (Грчка)
Вернар (грч. Παραλίμνιο, Паралимнио) је насељено место у општини Емануил Папас у периферији Средишња Македонија, Грчка. Према попису из 2021. године било је 435 становника.
Према бугарском географу и историчару, Василу Канчову, у Вернару је 1900. године живело 180 Рома и 20 Словена хришћана. Македонски историчар Тодор Симовски бележи да је ромско становништво словенизовано. Током Балканских и Првог светског рата село је настрадало и већи део мештана је избегао, тако је после рата остао 81 житељ. Од 1923. до 1924. године насељено је 80 грчких избегличких породица, укупно 364 особа. На попису из 1028. године Вернар је мешовито насеље са 459 становника. Број становника се повећао 1940. године на 827, јер је било насељавања нових избегличких породица из пасивнијих села и након исушења Тахинског језера.